# 慕尼黑信使報
慕尼黑信使报（德語：Münchner Merkur）是一份德国巴伐利亚州日报，於每周一至周六出版。報社總部位于慕尼黑，該報隶属于Müncher Merkur/tz媒体集团。該報於1946年11月13日首次出版。1982年，威斯特伐利亚出版商德克·伊彭（Dirk Ippen）收购了慕尼黑信使报。

## 脚注
1. ↑  又译为《慕尼黑水星报》，但此处德语指的是信使墨丘利而非水星。[參⁠ 1]
2. ↑   註: